# Liste der Ortschaften im Bezirk Krems-Land
Die Liste der Ortschaften im Bezirk Krems-Land enthält die Gemeinden und ihre zugehörigen Ortschaften im niederösterreichischen Bezirk Krems-Land (in Klammern stehen die Einwohnerzahlen zum Stand 1. Jänner 2024):
- Aggsbach Markt (377)
  - Groisbach (67)
  - Köfering (27)
  - Willendorf in der Wachau (146)

- Albrechtsberg an der Großen Krems (294)
  - Arzwiesen (43)
  - Attenreith (85)
  - Els (159)
  - Eppenberg (84)
  - Gillaus (130)
  - Harrau (33)
  - Klein-Heinrichschlag (81)
  - Marbach an der Kleinen Krems (55)
  - Purkersdorf (29)

- Bergern im Dunkelsteinerwald
  - Geyersberg (20)
  - Maria Langegg (29)
  - Nesselstauden (64)
  - Oberbergern (328)
  - Paltmühl (20)
  - Plaimberg (9)
  - Scheiblwies (54)
  - Schenkenbrunn (148)
  - Unterbergern (550)
  - Wolfenreith (88)

- Dürnstein (294)
  - Dürnsteiner Waldhütten (47)
  - Oberloiben (156)
  - Rothenhof (10)
  - Unterloiben (300)

- Grafenegg (0)
  - Diendorf am Kamp (50)
  - Engabrunn (584)
  - Etsdorf am Kamp (1165)
  - Grunddorf (224)
  - Haitzendorf (390)
  - Kamp (251)
  - Sittendorf (436)
  - Walkersdorf am Kamp (215)

- Furth bei Göttweig (1728)
  - Aigen (124)
  - Klein-Wien (61)
  - Oberfucha (149)
  - Palt (738)
  - Steinaweg (196)
  - Stift Göttweig (27)

- Gedersdorf (439)
  - Altweidling (80)
  - Brunn im Felde (732)
  - Donaudorf (40)
  - Schlickendorf (146)
  - Stratzdorf (150)
  - Theiß (578)

- Gföhl (2264)
  - Felling (108)
  - Garmanns (65)
  - Gföhleramt (269)
  - Großmotten (120)
  - Grottendorf (46)
  - Hohenstein (64)
  - Lengenfelderamt (31)
  - Litschgraben (21)
  - Mittelbergeramt (50)
  - Moritzreith (127)
  - Neubau (36)
  - Ober-Meisling (81)
  - Rastbach (88)
  - Reisling (57)
  - Reittern (92)
  - Seeb (103)
  - Unter-Meisling (169)
  - Wurfenthalgraben (23)

- Hadersdorf-Kammern
  - Hadersdorf am Kamp (1635)
  - Kammern (360)

- Jaidhof (407)
  - Eisenbergeramt (246)
  - Eisengraben (280)
  - Eisengraberamt (228)
  - Schiltingeramt (84)

- Krumau am Kamp (257)
  - Eisenberg (86)
  - Idolsberg (126)
  - Krumauer Waldhütten (11)
  - Preinreichs (157)
  - Thurnberg (12)
  - Tiefenbach (83)
  - Unterdobrawaldhütten (0)

- Langenlois (4777)
  - Gobelsburg (793)
  - Mittelberg (190)
  - Reith (193)
  - Schiltern (614)
  - Zeiselberg (162)
  - Zöbing (761)

- Lengenfeld (1413)

- Lichtenau im Waldviertel
  - Allentsgschwendt (145)
  - Brunn am Wald (122)
  - Ebergersch (62)
  - Engelschalks (27)
  - Erdweis (62)
  - Gloden (85)
  - Großreinprechts (163)
  - Jeitendorf (90)
  - Kornberg (23)
  - Ladings (54)
  - Lichtenau (434)
  - Loiwein (268)
  - Obergrünbach (144)
  - Pallweis (108)
  - Scheutz (52)
  - Taubitz (97)
  - Wietzen (51)
  - Wurschenaigen (44)

- Maria Laach am Jauerling (276)
  - Benking (28)
  - Felbring (26)
  - Friedersdorf (26)
  - Gießhübl (6)
  - Haslarn (38)
  - Hinterkogel (17)
  - Hof (13)
  - Kuffarn (48)
  - Litzendorf (28)
  - Loitzendorf (95)
  - Mitterndorf (5)
  - Nonnersdorf (31)
  - Oberndorf (23)
  - Schlaubing (24)
  - Thalham (11)
  - Weinberg (20)
  - Wiesmannsreith (30)
  - Zeißing (96)
  - Zintring (56)

- Mautern an der Donau (2795)
  - Baumgarten (170)
  - Hundsheim (203)
  - Mauternbach (245)

- Mühldorf (310)
  - Amstall (35)
  - Elsarn am Jauerling (137)
  - Niederranna (164)
  - Oberranna (17)
  - Ötz (149)
  - Ötzbach (76)
  - Povat (89)
  - Trandorf (261)

- Paudorf (906)
  - Eggendorf (107)
  - Höbenbach (380)
  - Hörfarth (371)
  - Krustetten (490)
  - Meidling (207)
  - Tiefenfucha (240)

- Rastenfeld (477)
  - Marbach im Felde (208)
  - Mottingeramt (130)
  - Niedergrünbach (161)
  - Ottenstein (1)
  - Peygarten-Ottenstein (516)
  - Rastenberg (16)
  - Sperkental (64)
  - Zierings (8)

- Rohrendorf bei Krems (2117)

- Rossatz-Arnsdorf
  - Bacharnsdorf (29)
  - Hofarnsdorf (83)
  - Mitterarnsdorf (155)
  - Oberarnsdorf (171)
  - Rossatz (353)
  - Rossatzbach (82)
  - Rührsdorf (144)
  - St. Johann im Mauerthale (2)
  - St. Lorenz (21)

- St. Leonhard am Hornerwald (368)
  - Obertautendorferamt (109)
  - Untertautendorferamt (98)
  - Wilhalm (74)
  - Wolfshoferamt (469)

- Senftenberg (962)
  - Imbach (549)
  - Meislingeramt (31)
  - Priel (187)
  - Reichaueramt (60)
  - Senftenbergeramt (107)

- Spitz (1170)
  - Gut am Steg (142)
  - Schwallenbach (111)
  - Vießling (122)

- Straß im Straßertale (1414)
  - Diendorf am Walde (19)
  - Elsarn im Straßertal (205)
  - Obernholz (55)
  - Wiedendorf (91)

- Stratzing (885)

- Weinzierl am Walde (238)
  - Großheinrichschlag (141)
  - Habruck (66)
  - Himberg (69)
  - Lobendorf (70)
  - Maigen (69)
  - Neusiedl (3)
  - Nöhagen (197)
  - Ostra (60)
  - Reichau (52)
  - Stixendorf (179)
  - Wolfenreith (57)

- Weißenkirchen in der Wachau (920)
  - Joching (153)
  - St. Michael (22)
  - Wösendorf in der Wachau (284)

- Schönberg am Kamp
  - Altenhof (60)
  - Buchberger Waldhütten (35)
  - Fernitz (42)
  - Freischling (93)
  - Kriegenreith (17)
  - Mollands (275)
  - Oberplank (52)
  - Plank am Kamp (243)
  - Raan (35)
  - Schönberg (574)
  - Schönberg-Neustift (138)
  - See (34)
  - Stiefern (199)
  - Thürneustift (60)

- Droß (996)
  - Droßeramt (27)